# Lijst van farao's

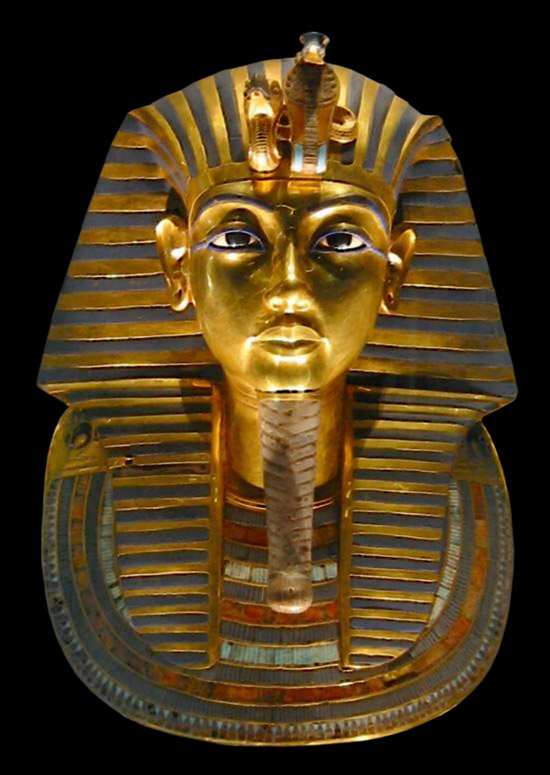
Farao Toetanchamon uit de 18e dynastie.

De lijst van farao's geeft een systematisch overzicht over alle tot dusver bekende farao's. Ze omvat de Egyptische koningen van de Proto-dynastieke Periode tot en met Maximinus Daia, de laatste hiëroglifisch gedocumenteerde heerser van Egypte.
De basisgegevens, die de fundering van de Egyptische chronologie vormen, zijn afkomstig uit de geschriften van de Egyptische priester Manetho, waarvan het origineel verloren is en slechts door citaten in geschriften van de 1e eeuw v.Chr. tot de 8e eeuw n.Chr. is overgeleverd. Manetho's indeling in 30 dynastieën is tot op heden de grondslag van de Egyptologie, hoewel ze op vele punten is achterhaald. Een bijzonderheid is, dat Manetho de dynastieën ordent naar de lokale herkomst van de heerser en niet naar verwantschapsbetrekkingen.
De namen van de koningen zijn hier gedeeltelijk in het Egyptisch, gedeeltelijk in de Griekse vorm opgegeven. De dateringen houden rekening met de werken van Thomas Schneider (Lexikon der Pharaonen) en Wolfgang Helck. De datums tussen haakjes geven de datering volgens Jürgen von Beckerath (Chronologie des pharaonischen Ägypten) weer.
Afwijkende data in artikels over afzonderlijke farao's zijn door het gebruik van verschillende bronnen (literatuur) van de schrijvers van betreffende artikels niet uit te sluiten.

## Lijst van farao's

### Legenda
| Kleur | Betekenis  |
| ----- | ---------- |
|       | farao      |
|       | Tegenfarao |

### Legendarische heersers van Egypte
In de koningslijst van Manetho, de Steen van Palermo en de Turijnse koningslijst is er sprake van legendarische heersers. Eerst regeerden de goden, daarna de halfgoden over Egypte en pas daarna de farao's. Dit moest de legaliteit van de farao's benadrukken. Het feit dat de god Ptah als schepper vernoemd wordt, duidt op oorsprong uit Memphis. In de meeste moderne koningslijsten worden deze legendarische koningen niet vermeld.
| Egyptische naam                           | Griekse naam                          | Functie                               |                                       |
| De heerschappij der goden over Egypte     | De heerschappij der goden over Egypte | De heerschappij der goden over Egypte | De heerschappij der goden over Egypte |
| ----------------------------------------- | ------------------------------------- | ------------------------------------- | ------------------------------------- |
| Ptah                                      |                                       | Creatie, Schepper                     |                                       |
| Ra                                        | Helios                                | Ontdekker van vuur                    |                                       |
| Sjoe                                      | Aeolus                                | Lucht                                 |                                       |
| Geb                                       | Gaia                                  | Aarde                                 |                                       |
| Osiris                                    | Dionysos                              | Dodenrijk                             |                                       |
| Seth                                      | Typhon                                | Chaos                                 |                                       |
| Horus                                     | Apollon                               | Oorlog                                |                                       |
| Thoth                                     | Hermes                                | Kennis                                |                                       |
| Maät                                      |                                       | Orde                                  |                                       |
| Volgens de Turijnse koningslijst          | Volgens Manetho                       | Jaren geregeerd                       |                                       |
| De heerschappij der halfgoden over Egypte |                                       |                                       |                                       |
| Tweede dynastie van goden                 | Dynastie van halfgoden                | 1500 jaar                             |                                       |
| Drie Achu-dynasties                       | 30 Koningen van Memphis               | 1790 jaar                             |                                       |
| Volgelingen van Horus                     | 10 Koningen van Thinis                | 350 jaar                              |                                       |

### Proto-dynastieke Periode
Bij de heersers tijdens de Proto-dynastieke Periode moet worden opgemerkt dat het ging om lokale heersers of stamhoofden in de periode voor de eenwording van Egypte. Doordat het schrift nog in ontwikkeling kwam kunnen de namen van de heersers op verschillende manier geïnterpreteerd worden. De chronologie is in deze periode zeer moeilijk vast te stellen en ook per koningslijst verschillend.
Er zijn ook een stel Neder-Egyptische koningen bekend met als enige bron de Steen van Palermo, dit zijn: Seka, Ioecha, Tioe, Itjiech, Niheb, Oenegboe, Imichet en Oeach. Van deze koningen zijn geen archeologische resten gevonden.
| Horus-naam    | Periode              | Korte opmerking                                                              |
| ------------- | -------------------- | ---------------------------------------------------------------------------- |
| Pen-aboe      | ca. 3300 v.Chr.      | Door klei-inkrassingen geattesteerd, lezing van zijn naam is onzeker.        |
| Stier         | ca. 3250 v.Chr.      | Volgens Günter Dreyer een lokaal stamhoofd en tegenheerser van Schorpioen I. |
| Schorpioen I  | 3250 v.Chr.          | Tijdens zijn regeerperiode zouden schrift en irrigatiewerken zijn ingevoerd. |
| Hedj-hor      | Ca. 3200 v. Chr      | Heerser uit de oostelijk Nijldelta.                                          |
| Ni-hor        | Ca. 3200-3170 v.Chr. | Inscripties gevonden bij Toera en Tarkhan.                                   |
| Dubbele Valk  | Ca. 3100 v.Chr.      | Graf bij Umm el-Qaab.                                                        |
| Ni-Neith      | Ca. 3100 v.Chr.      | Bekend van twee inscripties in het Graf 257 in Helwan gevonden vazen.        |
| Hat-Hor       | Ca. 3100 v.Chr.      | Naam gevonden op een vaas te Toera.                                          |
| Krokodil      | Ca. 3100 v.Chr.      | Bekend door een kleizegel uit Tarkhan en Zawyet el'Aryan.                    |
| Iri-Hor       | Ca. 3100 v.Chr.      | Graf bij Umm el-Qaab, inscripties bij Zawyet el'Aryan.                       |
| Schorpioen II | Ca. 3025 v.Chr.      | Graf in Hierakonpolis of in Abydos.                                          |
| Hor Ka        | Ca. 3020 v.Chr.      | Graf bij Umm el-Qaab.                                                        |
| Narmer        | Ca. 3100 v.Chr.      | Graf bij Umm el-Qaab, indeling in de 0e Dynastie is omstreden.               |

### Vroeg-dynastieke Periode
In de Vroeg-dynastieke Periode na de vereniging van Egypte onder Narmer was de belangrijkste naam de Horusnaam. De postume namen komen uit de koningslijsten opgesteld door koningen van het Nieuwe Rijk. Manetho heeft ons ook namen overgeleverd, deels vervormd door het Grieks en Latijn.
Tussen koning Ninetjer en Sechemib is onbekend in welke volgorde de heersers hebben geregeerd, ditzelfde is van toepassing tussen koning Sechemib en Chasechemoei. Dit heeft te maken met de economische en religieuze chaos die in het land heerste.
| Horus-naam                   | Periode                         | Korte opmerking             |             |
| 1e dynastie                  | 1e dynastie                     | 1e dynastie                 | 1e dynastie |
| ---------------------------- | ------------------------------- | --------------------------- | ----------- |
| Horus Narmer (of Meni/Menes) | Ca. 3000 v.Chr.                 | Vereniger van Egypte        |             |
| Horus Aha                    | Ca. 3000-2980 v.Chr.            | Zoon van voorgaande         |             |
| Horus Djer                   | Ca. 2980-2960 v.Chr.            | Zoon van voorgaande         |             |
| Horus Djet of Wadji          | Ca. 2960-2930 v.Chr.            | Zoon van voorgaande         |             |
| Merneith of Meretneith       | Onbekend                        | Regentes voor Horus Den     |             |
| Horus Den                    | Ca. 2930-2910 v.Chr.            | Zoon van Djet               |             |
| Horus Anedjib                | Ca. 2910-2890 v.Chr.            | Zoon van voorgaande         |             |
| Horus Semerchet              | Ca. 2890-2870 v.Chr.            | Zoon van voorgaande         |             |
| Horus Qa'a                   | Ca. 2870-2850 v.Chr.            | Broer van voorgaande        |             |
| Sneferka ?                   | Na 2850 en voor 2840 v.Chr.     | Amper geattesteerd          |             |
| Vogel                        | Na 2850 en voor 2840 v.Chr.     | Amper geattesteerd          |             |
| Sechet                       | Na 2850 en voor 2840 v.Chr.     | Amper geattesteerd          |             |
| 2e dynastie                  |                                 |                             |             |
| Horus Hotepsechemoei         | ca. 2840 v.Chr.                 | Onbekende afkomst           |             |
| Horus Nebra of Raneb         | ca. 2830 v.Chr.                 | Onbekende afkomst           |             |
| Horus Ninetjer               | ca. 2810 v.Chr.                 | Onbekende afkomst           |             |
| Weneg                        | Tussen 2810 en voor 2740 v.Chr. | Amper geattesteerde heerser |             |
| Sened                        | Tussen 2810 en voor 2740 v.Chr. | Amper geattesteerde heerser |             |
| Horus Sechemib               | Tussen 2810 en voor 2740 v.Chr. | Onbekende afkomst           |             |
| Seth-Peribsen                | Tussen 2810 en voor 2740 v.Chr. | Onbekende afkomst           |             |
| Neferkare                    | Tussen 2810 en voor 2740 v.Chr. | Amper geattesteerde heerser |             |
| Neferkasokar                 | Tussen 2810 en voor 2740 v.Chr. | Amper geattesteerde heerser |             |
| Hoedjefa                     | Tussen 2810 en voor 2740 v.Chr. | Amper geattesteerde heerser |             |
| Horus en Seth Chasechemoei   | Ca. 2740 v.Chr.                 | Onbekende afkomst           |             |

### Oude Rijk
| Horus-naam / Troonnaam | Geboortenaam / Postume naam      | Periode              | Korte opmerking              |
| 3e dynastie            | 3e dynastie                      | 3e dynastie          | 3e dynastie                  |
| ---------------------- | -------------------------------- | -------------------- | ---------------------------- |
| Horus Sanacht          | Nebka                            | Ca. 2740–2720 v.Chr. | Zoon van Chasechemoei.       |
| Horus Netjerichet      | Djoser                           | Ca. 2720–2700 v.Chr. | Zoon van Chasechemoei.       |
| Horus Sechemchet       | Djeser-ti                        | Ca. 2700–2695 v.Chr. | Zoon van voorgaande.         |
| Horus Chaba            | Teti?                            | Ca. 2690 v.Chr.      | Onduidelijke afkomst.        |
| Horus Qahedjet?        | Hoeni                            | Ca. 2690–2670 v.Chr. | Onduidelijke afkomst.        |
| Hoedjefa II            | Onbekend                         | Onbekend             | Amper geattesteerde heerser. |
| Horus Sa               | Onbekend                         | Onbekend             | Amper geattesteerde heerser. |
| 4e dynastie            |                                  |                      |                              |
| Horus Nebmaät          | Sneferoe                         | Ca. 2670–2650 v.Chr. | Zoon van Hoeni.              |
| Horus Medjedoe         | Choefoe, Chnoemchoefoe of Cheops | Ca. 2650–2580 v.Chr. | Zoon van voorgaande.         |
| Horus Cheper           | Djedefre of Radjedef             | Ca. 2580–2570 v.Chr. | Zoon van voorgaande.         |
| Horus Oeserib          | Chafra of Chephren               | Ca. 2570–2530 v.Chr. | Zoon van Cheops.             |
| -                      | Baka of Bicheris                 | Ca. 2530 v.Chr.      | Zoon van voorgaande.         |
| Horus Kachet           | Menkaoera of Mykerinos           | Ca. 2530–2510 v.Chr. | Zoon van Chephren.           |
| Horus Sjepseschet      | Sjepseskaf                       | Ca. 2510–2500 v.Chr. | Zoon van voorgaande.         |
| -                      | Djedefptah of Thamphthis         | Ca. 2500 v.Chr.      | Zoon van voorgaande.         |
| 5e dynastie            |                                  |                      |                              |
| Horus Irimaät          | Oeserkaf                         | Ca. 2500–2490 v.Chr. | Onbekende afkomst.           |
| Horus Nebchaoe         | Sahoere                          | Ca. 2490–2475 v.Chr. | Zoon van voorgaande.         |
| Neferirkare            | Kakai                            | Ca. 2475–2465 v.Chr. | Zoon van voorgaande.         |
| Sjepseskare            | Netjeroeser                      | Ca. 2465–2460 v.Chr. | Zoon van Sahoere.            |
| Neferefre              | Isi                              | Ca. 2460–2455 v.Chr. | Zoon van Neferirkare.        |
| Nioeserre              | Ini                              | Ca. 2455–2420 v.Chr. | Broer van Neferefre.         |
| Menkaoehor             | Ikaoehor                         | Ca. 2420–2410 v.Chr. | Onbekende afkomst.           |
| Djedkare               | Isesi                            | Ca. 2410–2380 v.Chr. | Zoon van voorgaande.         |
| Oenas                  | Oenas                            | Ca. 2380–2350 v.Chr. | Zoon van voorgaande.         |
| 6e dynastie            |                                  |                      |                              |
| Horus Sehoteptawi      | Teti                             | ca. 2318–2300 v.Chr. | Schoonzoon van Oenas.        |
| Oeserkare              | Onbekend                         | Ca. 2300 v.Chr.      | Usurpator voor Pepi I        |
| Merire                 | Pepi I                           | Ca. 2295–2250 v.Chr. | Zoon van Teti                |
| Merenre I              | Nemtiemsaf                       | Ca. 2250–2245 v.Chr. | Zoon van voorgaande.         |
| Neferkare              | Pepi II                          | Ca. 2245–2180 v.Chr. | Zoon van Pepi I              |
| Merenre II             | Nemtiemsaf II                    | Ca. 2180 v.Chr.      | Zoon van voorgaande.         |
| Nitokris               | Onbekend                         | Ca. 2180 v.Chr.      | Amper geasttesteerde heerser |

### Eerste Tussenperiode
De Eerste Tussenperiode was een verwarrende tijd met dynastieën die naast elkaar heersten. De 7e en 8e dynastie worden gecombineerd en zijn koningen uit Memphis. De 9e en 10e worden eveneens gecombineerd en zijn koningen uit Heracleopolis uit de Delta. De koningen uit Heracleopolis raakten in oorlog met de 11e dynastie oftewel koningen uit Thebe. Koning Nebehetepre Mentoehotep II verenigde Egypte en stichtte het Middenrijk. De datering van de 7e, 8e, 9e en 10e dynastie is onzeker. De volgorde van de farao's is ook onzeker.
| Horus-naam / Troonnaam        | Geboortenaam                 | Korte opmerking                                  |                              |
| 7e en 8e dynastie van Egypte  | 7e en 8e dynastie van Egypte | 7e en 8e dynastie van Egypte                     | 7e en 8e dynastie van Egypte |
| ----------------------------- | ---------------------------- | ------------------------------------------------ | ---------------------------- |
| Netjerkare                    | Onbekend                     | Van de koningslijst van Abydos bekend.           |                              |
| Menkare                       | Onbekend                     | Door een rolzegel geattesteerd.                  |                              |
| Neferkare II                  | Onbekend                     | Van de koningslijst van Abydos bekend.           |                              |
| Neferkare III                 | Neferkare Neby               | Zoon van Pepi II en Anchensenpepi II?            |                              |
| Djedkare-Sjemai               | Onbekend                     | Van de koningslijst van Abydos bekend.           |                              |
| Chendoe                       | Onbekend                     | Van de koningslijst van Abydos bekend.           |                              |
| Merenhor                      | Onbekend                     | Van de koningslijst van Abydos bekend.           |                              |
| Neferkamin I                  | Onbekend                     | Van de koningslijst van Abydos bekend.           |                              |
| Nikare                        | Onbekend                     | Door een rolzegel geattesteerd.                  |                              |
| Neferkare-Tereroe             | Tereroe                      | Van de koningslijst van Abydos bekend.           |                              |
| Neferkahor                    | Onbekend                     | Door een rolzegel geattesteerd.                  |                              |
| Onbekend                      | Neferkare-Pepiseneb          | Van de koningslijst van Abydos en Turijn bekend. |                              |
| Neferkamin Anu                | Onbekend                     | Van de koningslijst van Abydos.                  |                              |
| Qakare                        | Ibi I                        | Geattesteerd door zijn piramide in Saqqara.      |                              |
| Neferkaoere                   | Onbekend                     | Geattesteerd door de Koptosdecreten.             |                              |
| Neferkaoehor                  | Choeioeihapy                 | Geattesteerd door de Koptosdecreten.             |                              |
| Neferirkare II                | Pepi                         | Geattesteerd door de Koptosdecreten.             |                              |
| Sechemkare                    | Onbekend                     | Mogelijk geassocieerd met Nemtiemsaf II.         |                              |
| Wadjikare                     | Onbekend                     | Mogelijk geassocieerd met Neferirkare II.        |                              |
| Onbekend                      | Iti                          | Geattesteerd door graffiti in Wadi Hammamat.     |                              |
| Onbekend                      | Imhotep                      | Geattesteerd door graffiti in Wadi Hammamat.     |                              |
| ...Re                         | Hotep?                       | Geattesteerd door graffiti in Shatt er-Rigale    |                              |
| Choei                         | Onbekend                     | Geattesteerd door een relief uit Manfalut        |                              |
| Onbekend                      | Isoe                         | Geattesteerd door een graffito.                  |                              |
| Onbekend                      | Iytenoe                      | Naam vermeld op een valse deur in Saqqara.       |                              |
| Choeiqer                      | Onbekend                     | Naam vermeld op een lei uit Abydos.              |                              |
| 9e en 10e dynastie van Egypte |                              |                                                  |                              |
| Meryibre                      | Cheti I                      | Precieze plaats in de lijst onzeker.             |                              |
| Neferkare VII                 | Onbekend                     | Precieze plaats in de lijst onzeker.             |                              |
| Onbekend                      | Cheti II                     | Precieze plaats in de lijst onzeker.             |                              |
| Senen.. of Setoet             | Onbekend                     | Precieze plaats in de lijst onzeker.             |                              |
| Oeahkare                      | Cheti III                    | Precieze plaats in de lijst onzeker.             |                              |
| Mery...                       | Cheti IV                     | Precieze plaats in de lijst onzeker.             |                              |
| Meryhathor                    | Onbekend                     | Precieze plaats in de lijst onzeker.             |                              |
| Nebkaoere                     | Cheti V                      | Precieze plaats in de lijst onzeker.             |                              |
| Merykare                      | Cheti VI?                    | Precieze plaats in de lijst onzeker.             |                              |
| 11e dynastie in Thebe         |                              |                                                  |                              |
| Horus Tepia                   | Mentoehotep I                | Thebaanse nomarch.                               |                              |
| Horus Sehertawi               | Antef I                      | Zoon van voorgaande.                             |                              |
| Horus Oeahanch                | Antef II                     | Zoon van voorgaande.                             |                              |
| Horus Nachtnebtepnefer        | Antef III                    | Zoon van voorgaande.                             |                              |

### Middenrijk
| Troonnaam        | Geboortenaam    | Periode                  | Regeringsjaren / Korte opmerking |
| 11e dynastie     | 11e dynastie    | 11e dynastie             | 11e dynastie                     |
| ---------------- | --------------- | ------------------------ | -------------------------------- |
| Nebhetepre       | Mentoehotep II  | 2008-1957 v.Chr.         | 52 jaar                          |
| Sanchkare        | Mentoehotep III | 1957-1945 v.Chr.         | 13 jaar                          |
| Nebtawire        | Mentoehotep IV  | 1945-1938 v.Chr.         | 7 jaar                           |
| Qakare           | Intef           | -                        | Tegenkoning of troonpretendent   |
| -                | Iïbchenetre     | -                        | Tegenkoning of troonpretendent   |
| Menechkare       | Segerseny       | -                        | Tegenkoning of troonpretendent   |
| 12e dynastie     |                 |                          |                                  |
| Sehotepibre      | Amenemhat I     | 1939/1938 - 1909 v.Chr.  | 30 jaar                          |
| Cheperkare       | Senoeseret I    | 1919 – 1875/74 v.Chr.    | 45 jaar                          |
| Noebkaoere       | Amenemhat II    | 1877/76 – 1843/42 v.Chr. | 36 jaar                          |
| Chacheperre      | Senoeseret II   | 1844 – 1837/36 v.Chr.    | 20 jaar                          |
| Chakaoere        | Senoeseret III  | 1836 – 1818 v.Chr.       | 41 jaar                          |
| Nimaatre         | Amenemhat III   | 1818/17 – 1773/72 v.Chr. | 48 jaar                          |
| Nimaatcheperoere | Amenemhat IV    | 1773 – 1764/63 v.Chr.    | 13 jaar                          |
| Sobekare         | Neferoesobek    | 1763 – 1759 v.Chr.       | 4 jaar                           |

### Tweede Tussenperiode
De volgorde in de 13e dynastie tot Merkaure Sobekhotep volgt de Turijnse koningslijst. Daarna is deze papyrus zeer fragmentarisch en alle ordeningen tot aan het einde van de 17e dynastie zijn dan ook in hoge mate speculatief.
De Tweede Tussenperiode beslaan vijf dynastieën. Te weten: 13e uit Thebe, 14e uit Avaris, 15e oftewel Hyksos, 16e uit Thebe en de 17e uit Thebe. Het is moeilijk om een exacte weergave te maken van troonopvolging. Volgens K.S.B. Ryholt moet er nog een kortdurende zesde dynastie hebben bestaan, namelijk de Abydos-dynastie. Dit is evenwel omstreden.
| Horus-naam / Troonnaam                               | Geboortenaam                                         | Regeringsjaren / Korte opmerking |                                                      |
| 13e dynastie (van 1759 tot na 1640 v.Chr.) waaronder | 13e dynastie (van 1759 tot na 1640 v.Chr.) waaronder | 13e dynastie (van 1759 tot na 1640 v.Chr.) waaronder | 13e dynastie (van 1759 tot na 1640 v.Chr.) waaronder |
| ---------------------------------------------------- | ---------------------------------------------------- | --- | ---------------------------------------------------- |
| Cha-anchre of Choe-tawi-re                           | Sobekhotep I of Wegaf                                | Zoon van Amenemhat IV |                                                      |
| Sechemkare                                           | Senebef                                              | Zoon van Amenemhat IV |                                                      |
| Nerikare                                             | Onbekend                                             | Amper geattesteerd |                                                      |
| Sechemkare                                           | Amenemhat V                                          | Niet van koninklijke geboorte |                                                      |
| Ameneni                                              | Qemaoe                                               | Vermoed. zoon van Amenemhat V |                                                      |
| Hotepibre                                            | Siharnedjheriotef                                    | Vermoed. zoon van Qemaoe |                                                      |
| Onbekend                                             | Ioefni                                               | Vermoed. familie van voorgaande |                                                      |
| Sanchibre                                            | Amenemhat VI                                         | Kleinzoon van Amenemhat V |                                                      |
| Semenkare                                            | Nebnun                                               | Amper geattesteerd |                                                      |
| Sehotepibre                                          | Soesechtawi                                          | Amper geattesteerd |                                                      |
| Onbekend                                             | Sewadjikare                                          | Amper geattesteerd |                                                      |
| Onbekend                                             | Nedjemibre                                           | Amper geattesteerd |                                                      |
| Chaänchre                                            | Sobekhotep II                                        | Niet van koninklijke geboorte |                                                      |
| Onbekend                                             | Raniseneb                                            | Vermoed. zoon van Amenemhat VI |                                                      |
| Awibre                                               | Hor I                                                | Van niet koninklijke geboorte |                                                      |
| Sechemre-Choetawi of Chabaoe                         | onbekend                                             | Vermoed. zoon van Hor I |                                                      |
| Djedcheperoe of [..]kare                             | onbekend                                             | Vermoed. zoon van Hor I |                                                      |
| Onbekend                                             | Seb                                                  | Niet-koninklijke geboorte |                                                      |
| Onbekend                                             | Kay                                                  | Vermoed. zoon van Seb |                                                      |
| Sedjefakare                                          | Amenemhat VII                                        | Vermoed. zoon van Kay |                                                      |
| Choetawire                                           | Wegaf                                                | Aziatische naam |                                                      |
| Oeserkare                                            | Chendjer                                             | Aziatische naam |                                                      |
| Semanchkare                                          | Imiramesha                                           | Militair |                                                      |
| Sehotepkare                                          | Antef IV                                             | Amper geattesteerd |                                                      |
| Meribre                                              | Seth                                                 | Amper geattesteerd |                                                      |
| Sechemre-sewadjitawi                                 | Sobekhotep III                                       | Niet van koninklijke geboorte |                                                      |
| Chasechemre                                          | Neferhotep I                                         | Niet van koninklijke geboorte |                                                      |
| Menoeadjre                                           | Sahathor                                             | Broer van Neferhotep I |                                                      |
| Chaneferre                                           | Sobekhotep IV                                        | Broer van Sihathor |                                                      |
| Merhotepre                                           | Sobekhotep V                                         | Vermoed. broer van Sobekhotep IV |                                                      |
| Chahotepre                                           | Sobekhotep VI                                        | Amper geattesteerd |                                                      |
| Oeahibre                                             | Ibiaoe                                               | Amper geattesteerd |                                                      |
| Merneferre                                           | Aya                                                  | Niet van koninklijke geboorte |                                                      |
| Merhotepre                                           | Ini I                                                | Zoon van Aya |                                                      |
| Sanchenre                                            | Sewadjitoe                                           | Amper geattesteerd |                                                      |
| Mersechemre                                          | Ined                                                 | Amper geattesteerd |                                                      |
| Sewadjkare                                           | Hori                                                 | Amper geattesteerd |                                                      |
| Merkaoere                                            | Sobekhotep VII                                       | Amper geattesteerd |                                                      |
| Sewadjkare                                           | Monthhotep V                                         | Amper geattesteerd |                                                      |
| Seheqenre                                            | Sanchptahi                                           | Amper geattesteerd |                                                      |
| Merisechemre                                         | Neferhotep II                                        | Amper geattesteerd |                                                      |
| 14e dynastie waaronder:                              |                                                      | |                                                      |
| Sechaënre                                            | Yakbim                                               | Stichter van de dynastie. |                                                      |
| Noeboeserre                                          | Ya'ammu                                              | Amper geattesteerd |                                                      |
| Chaöeserre                                           | Qareh                                                | Amper geattesteerd |                                                      |
| Ahotepre                                             | 'Ammu                                                | Amper geattesteerd |                                                      |
| Maaïbre                                              | Sheshi                                               | Vader van Nehesy. |                                                      |
| Asehre                                               | Nehesy                                               | Zoon van Sheshi. |                                                      |
| Meredjefare                                          | Onbekend                                             | Amper geattesteerd |                                                      |
| Chatire                                              | Onbekend                                             | Amper geattesteerd |                                                      |
| Nebfawre                                             | Onbekend                                             | Amper geattesteerd |                                                      |
| Sehabre                                              | Onbekend                                             | Amper geattesteerd |                                                      |
| Nebdjefare                                           | Onbekend                                             | Amper geattesteerd |                                                      |
| Oebenre                                              | Onbekend                                             | Amper geattesteerd |                                                      |
| Awtibre                                              | Onbekend                                             | Amper geattesteerd |                                                      |
| Herwibre                                             | Onbekend                                             | Amper geattesteerd |                                                      |
| Nebsenre                                             | Onbekend                                             | Amper geattesteerd |                                                      |
| Sechepenre                                           | Onbekend                                             | Amper geattesteerd |                                                      |
| Djedcheroere                                         | Onbekend                                             | Amper geattesteerd |                                                      |
| Sanchibre                                            | Onbekend                                             | Amper geattesteerd |                                                      |
| Kanefertoemre                                        | Onbekend                                             | Amper geattesteerd |                                                      |
| Kakemetre                                            | Onbekend                                             | Amper geattesteerd |                                                      |
| 15e dynastie (1630 tot 1522 v. Chr.) waaronder:      |                                                      | |                                                      |
| Onbekend                                             | Sjamuqenu of Semqen                                  | Amper geattesteerd |                                                      |
| Onbekend                                             | Aper-Anati                                           | Amper geattesteerd |                                                      |
| Onbekend                                             | Sokar-hor                                            | Amper geattesteerd |                                                      |
| Meriöeserre                                          | Apachnas of Yakobher                                 | Mogelijk te identificeren met Jaqobher. |                                                      |
| Seoeserenre                                          | Chajan                                               | Precieze plaats in de lijst onzeker. Gedenktekens van Charjan werden ook in Bagdad, Knossos en Boghazköi gevonden, waarheen ze waren versleept of geschonken geworden. |                                                      |
| Aoeserre, Aqenenre of Nebchepesjre                   | Apepi of Aphophis                                    | Tijdgenoot van Seqennenre II en Kamose. |                                                      |
| Hotepibre                                            | Chamoedi                                             | Tijdgenoot van Ahmose I |                                                      |
| 16e dynastie waaronder:                              |                                                      | |                                                      |
| Sechemre-sementawi                                   | Djehoeti                                             | Door enkele blokken en een canopekast geattesteerd. |                                                      |
| Sechemre-oesertawy                                   | Sobekhotep VIII                                      | In de koningslijst van Karnak geattesteerd. |                                                      |
| Sechemre-sanchtawy                                   | Neferhotep III                                       | Precieze plaats in de lijst onzeker. |                                                      |
| Sanchenre                                            | Monthhotepi                                          | In de koningslijst van Karnak geattesteerd. |                                                      |
| Sewadjenre                                           | Nebiryraoe I                                         | Nebereraw II mag worden geschrapt uit de lijst. |                                                      |
| ?                                                    | Nebiryraoe II                                        | Dubieuze koning vermoedelijk Nebiryraoe I |                                                      |
| Semenre                                              | ?                                                    | Slechts in de Turijnse koningslijst en door een aks geattesteerd. |                                                      |
| Seoeserenre                                          | Bebianch                                             | Werd vroeger tot de 14e of 16e dynastie gerekend. |                                                      |
| Djedhotepre                                          | Dedumose I                                           | Precieze plaats in de lijst onzeker. |                                                      |
| Djedneferre                                          | Dedumose II                                          | Precieze plaats in de lijst onzeker. |                                                      |
| Djedanchre                                           | Monthemsaf                                           | Door een stele en meerdere scarabeeën geattesteerd. |                                                      |
| Meranchre                                            | Monthhotep VI                                        | Precieze plaats in de lijst onzeker. |                                                      |
| Seneferibre                                          | Senoeseret IV                                        | Precieze plaats in de lijst onduidelijk. Door slechts enkele contemporaine monumenten geattesteerd.                                                                    |                                                      |
| Abydos dynastie waaronder:                           |                                                      | |                                                      |
| Sechemre-Neferchaoe                                  | Wepwawetemsaf                                        | Oorspr. farao van de 16e dynastie |                                                      |
| Sechemrec-hoetawi                                    | Pantjeny                                             | Oorspr. farao van de 16e dynastie |                                                      |
| Menchaoere                                           | Snaaib                                               | Oorspr. farao van de 13e dynastie |                                                      |
| Oeseribre                                            | Senebkay                                             | Ontdekt in 2014. |                                                      |
| 17e dynastie (1622 tot 1539/30) waaronder:           |                                                      | |                                                      |
| Sechemre-Oeahchaoe                                   | Rahotep                                              | Positie in de lijst onzeker |                                                      |
| Sechemre-sjedtawy                                    | Sobekemsaf I                                         | Hij is door een geringe bouwactiviteit en enkele klei-inscripties geattesteerd.                                                                                        |                                                      |
| Sechemre-Oepmaät                                     | Antef VI                                             | |                                                      |
| Noebcheperre                                         | Antef VII                                            | Wellicht een zoon van Sobekemsaf II. |                                                      |
| Sechemre-herhermaät                                  | Antef VIII                                           | Hij was een broer van Anjotef VII. Zijn graf werd leeggeroofd. |                                                      |
| Sechemre-wadjichaw                                   | Sobekemsaf II                                        | Vermoedelijk een zoon van Sobekemsaf I. |                                                      |
| Senachtenre                                          | Ahmose                                               | Afkomstig van een andere familie dan zijn voorgangers. |                                                      |
| Seqenenre                                            | Taäa                                                 | Vermoedelijke een zoon van zijn voorganger Senachtenre. |                                                      |
| Wadjicheperre                                        | Kamose                                               | Streed tegen de Hyksos. |                                                      |

### Nieuwe Rijk
| Horus-naam / Troonnaam          | Geboortenaam              | Periode                                  | Regeringsjaren / Korte opmerking        |
| 18e dynastie                    | 18e dynastie              | 18e dynastie                             | 18e dynastie                            |
| ------------------------------- | ------------------------- | ---------------------------------------- | --------------------------------------- |
| Nebpehtyre                      | Ahmose I                  | 1539–1514 (1550–1525) v.Chr.             | Zoon van Seqennenre Tao II              |
| Djeserkare                      | Amenhotep I               | 1514–1493 (1525–1504) v.Chr.             | Zoon van Ahmose.                        |
| Aacheperkare                    | Thoetmoses I              | 1493–1482 (1504–1492) v.Chr.             | Aangetrouwd met dochter van Amenhotep I |
| Aacheperenre                    | Thoetmoses II             | 1482–1479 (1492–1479) v.Chr.             | Zoon van Thoetmoses I                   |
| Maatkare                        | Hatsjepsoet               | 1479–1458 (1479/73–1458/57) v.Chr.       | Vrouw van Thoetmoses II                 |
| Mencheperre                     | Thoetmoses III            | 1458–1426 (1479–1425) v.Chr.             | Zoon van Thoetmoses II                  |
| Aacheperoere                    | Amenhotep II              | 1426–1400 (1428–1397) v.Chr.             | Zoon van Thoetmoses III                 |
| Mencheperoere                   | Thoetmoses IV             | 1400–1390 (1397–1388) v.Chr.             | Zoon van Amenhotep II                   |
| Nebmaätre                       | Amenhotep III             | 1390–1353 (1388–1351/50) v.Chr.          | Zoon van Thoetmoses IV                  |
| Nefercheperoere-waenre          | Amenhotep IV/Achnaton     | 1353–1336 (1351–1334) v.Chr.             | Zoon van Amenhotep III                  |
| Anchetcheperoere                | Meritaton                 | 1336–1335 v.Chr                          | Dochter van Achnaton                    |
| Anchcheperoere                  | Smenchkare                | 1335–1332 (1337–1333) v.Chr.             | Zoon van Achnaton                       |
| Nebcheperoere                   | Toetanchaton/Toetanchamon | 1332–1323 (1333–1323) v.Chr.             | Zoon van Achnaton                       |
| Chepercheperoere                | Eje II                    | 1323–1319 v.Chr.                         | Godsvader, niet verwant                 |
| Djesercheperoere-setepenre      | Horemheb                  | 1319–1292 v.Chr.                         | Legerofficier, niet verwant             |
| 19e dynastie                    |                           |                                          |                                         |
| Menpehetetre                    | Ramses I                  | 1292–1290 v.Chr.                         | Legerofficier, niet verwant             |
| Menmaätre                       | Seti I                    | 1290–1279 (1290–1279/78) v.Chr.          | Zoon van Ramses I                       |
| Oesermaatre-setepenre           | Ramses II                 | 1279–1213 v.Chr.                         | Zoon van Seti I                         |
| Baënre-Meriamon                 | Merenptah                 | 1213–1204 (1213–1203) v.Chr.             | Zoon van Ramses II                      |
| Oeserchepere-setepenre          | Seti II                   | 1204–1198 (1200/1199–1194/93) v.Chr. (?) | Afkomst onduidelijk.                    |
| Menmire-setepenre               | Amenmesses                | 1203–1200 (1203–1200/1199) v.Chr. (?)    | Zoon van Merenptah                      |
| Achenre-setepenre               | Siptah/Saäptah            | 1198–1193 (1194/93–1186/85) v.Chr.       | Afkomst onduidelijk.                    |
| Satre-meriamon                  | Tawosret                  | 1193–1190 (1194/93–1186/85) v.Chr.       | Dochter van Merenptah                   |
| 20e dynastie                    |                           |                                          |                                         |
| Oeserchaoere-setepenre-meriamon | Sethnacht                 | 1190–1187 (1186/85–1183/82) v.Chr.       | Afkomst onduidelijk                     |
| Oesermaatre-meriamon            | Ramses III                | 1187–1156 (1183/82–1152/51) v.Chr.       | Zoon van Sethnacht                      |
| Oesermaatre-setepenamon         | Ramses IV                 | 1156–1150 (1152/51–1145/44) v.Chr.       | Zoon van Ramses III                     |
| Oesermaatre-secheperenre        | Ramses V                  | 1150–1145 (1145/44–1142/40) v.Chr.       | Zoon van Ramses IV                      |
| Nebmaätre-meriamon              | Ramses VI                 | 1145–1137 (1142/40–1134/32) v.Chr.       | Zoon van Ramses III                     |
| Oesermaatre-setepenre           | Ramses VII                | 1137–1129 (1134/32–1126/23) v.Chr.       | Zoon van Ramses VI                      |
| Oesermaatre-anchenamon          | Ramses VIII               | 1128 (1126/23–1125/21) v.Chr.            | Zoon van Ramses III                     |
| Neferkare-setepenre             | Ramses IX                 | 1127–1109 (1125/21–1107/03) v.Chr.       | Zoon van Montoeherchepsjef              |
| Chepermaätre-setepenre          | Ramses X                  | 1109–1105 (1107/03–1103/1099) v.Chr.     | Afkomst onduidelijk.                    |
| Menmaätre-setepenptah           | Ramses XI                 | 1105–1076/70? (1103/1099–1070/69) v.Chr. | Zoon van Ramses X                       |

### Derde Tussenperiode
| Troonnaam                                                                              | Geboortenaam                             | Periode                     | Korte opmerking                                         |
| 21e dynastie (Neder-Egypte)                                                            | 21e dynastie (Neder-Egypte)              | 21e dynastie (Neder-Egypte) | 21e dynastie (Neder-Egypte)                             |
| -------------------------------------------------------------------------------------- | ---------------------------------------- | --------------------------- | ------------------------------------------------------- |
| Hedjcheperre-setepenre                                                                 | Nesibanebdjedet of Smendes               | 1069–1043 v.Chr.            | Regeerde in het noorden                                 |
| Neferkare heka-oeaset                                                                  | Amenemnesoe                              | 1043–1039 v.Chr.            | Zoon van Nesibanebdjedet                                |
| Aacheperre-setepenamon                                                                 | Pasebachanioet of Psoesennes I           | 1039–991 v.Chr.             | Vermoed. Pinoedjem I                                    |
| Oesermaätre-setepenamon                                                                | Amenemope                                | 993–984 v.Chr.              | Zoon van Pasebachanioet                                 |
| Aacheperre-setepenamon                                                                 | Oesarken of Osorkon de Oudere            | 984–978 v.Chr.              | Van Lybische afkomst                                    |
| Netjercheperre-setepenamon                                                             | Sa-amon of Siamoen                       | 978–959 v.Chr.              | Zoon van Amenemopet                                     |
| Titcheperoere-setepenre                                                                | Hor Pasebachanioet of Psoesennes II      | 959–945 v.Chr.              | Zoon van hogepriester Pinedjem II                       |
| Hogepriesters van Amon (Opper-Egypte)                                                  |                                          |                             |                                                         |
| Onbekend                                                                               | Pa-anchi of Pianki                       | 1087–1075 v.Chr.            | Generaal en later hogepriester                          |
| Hem-netjer-tep-en-Amon                                                                 | Herihor Sa-amon                          | 1076–1066 v.Chr.            | Hogepriester en later farao                             |
| Chacheperre-setepenamon                                                                | Panedjem-meriamon of Pinedjem I          | 1070–1055 v.Chr.            | Zoon van Pianki                                         |
| Onbekend                                                                               | Masaharta                                | 1054–1046 v.Chr.            | Hogepriester, zoon van Pinedjem I                       |
| Onbekend                                                                               | Djedchonsoeëfanch                        | 1046–1045 v.Chr.            | Hogepriester, zoon van Pinedjem I                       |
| Hem-netjer-tep-en-Amon                                                                 | Mencheperre                              | 1045–992 v.Chr.             | Hogepriester, zoon van Pinedjem I                       |
| Onbekend                                                                               | Nesibanebdjedet II of Smendes II         | 992–990 v.Chr.              | Hogepriester, zoon van Mencheperre                      |
| Onbekend                                                                               | Pinedjem II                              | 990–969 v.Chr.              | Zoon van Mencheppre                                     |
| Onbekend                                                                               | Psusennes III                            | 969–945 v.Chr.              | Wellicht identiek aan Psusennes II                      |
| 22e dynastie                                                                           |                                          |                             |                                                         |
| Hedjcheperre-setepenre                                                                 | Sjesjenk-meriamon of Sjosjenq I          | ca. 946–924 v.Chr.          | Neef van Osorkon de oudere                              |
| Sechemcehepre-setepenre                                                                | Oesairken of Osorkon I                   | ca. 925–890 v.Chr.          | Zoon van Sjosenq I                                      |
| Hedjcheperre-setepenre                                                                 | Takeret-meriamon of Takelot I            | ca. 890–877 v.Chr.          | Zoon van Osorkon I                                      |
| Hekacheperre-setepenre                                                                 | Sjesjenk-meriamon of Sjosjenq II         | ca. 924 v. Chr              | Hogepriester en medeheerser                             |
| Oesermaätre-setepenamon                                                                | Oesairken-meriamon of Osorkon II         | 880 / 879–852 / 851 v.Chr.  | Zoon van Takelot I                                      |
| Hedjcheperre-setepenre                                                                 | Hor-sa-iset Meriamon of Horsiese I       | 870–860 v.Chr.              | Hogepriester en tegenkoning                             |
| 22e dynastie (Opper-Egypte)                                                            |                                          |                             |                                                         |
| Hedjcheperre-setepenre                                                                 | Takeretj-meriamon of Takelot II          | 852 / 851–831 / 830 v.Chr.  | Afstammeling van Takelot I                              |
| Onbekend                                                                               | Ioepeti of Ioepoet I                     | 831 / 830–? v.Chr.          | Onbeduidend koning in Thebe, afkomst onbekend           |
| Oesermaätre-setepenamon                                                                | Oesairken-saisis-meriamon of Osorkon III | 790–762 v.Chr.              | Zoon van Takelot II                                     |
| Oesermaätre-setepenamon                                                                | Takeret-saisis-meriamon of Takelot III   | 762–754 v.Chr.              | Zoon van Osorkon III                                    |
| Mencheperre                                                                            | Ini                                      | 754–749 v.Chr.              | Afkomst onbekend.                                       |
| Neferkare                                                                              | Pajeftjauemauibastet                     | 749–727 v.Chr.              | Werd door Aston tot de Thebaanse 23e dynastie gerekend. |
| Oesermaätre-meriamon                                                                   | Sjosjenq VI                              | 727–715 v.Chr.              | Bestaan onzeker.                                        |
| 22e dynastie (Neder-Egypte)                                                            |                                          |                             |                                                         |
| Oesermaätre-setepenre                                                                  | Sjesjenk-meriamon of Sjosjenq III        | 863–825 / 813 v.Chr.        | Afkomst onbekend                                        |
| Onbekend                                                                               | Sjosjenq IV                              | evtl. 825–813 v.Chr.        | Bestaan onzeker                                         |
| Oesermaätre-setepenamon                                                                | Pami-meriamon of Pami                    | 813–804 v. Chr.             | Zoon van Sjesjonq III                                   |
| Aacheperre                                                                             | Sjesjonk-meriamon of Sjesjonq V          | 804–767 v.Chr.              | Zoon van Pami                                           |
| Oesermaätre-setepenamon                                                                | Padibastet-meriamon of Pedibastet II     | 767–732 / 730 v.Chr.        | Zoon van Ioepoet                                        |
| Aacheperre-setepenamon                                                                 | Oesairken-meriamon of Osorkon IV         | 732 / 730–715 / 713 v.Chr.  | Zoon van Osorkon V                                      |
| 23e dynastie                                                                           |                                          |                             |                                                         |
| Oesermaätre-setepenamon                                                                | Padibasetet-meriamon of Padibastet I     | 856 / 855–831 / 830 v.Chr.  | Zoon van Takelot II                                     |
| Onbekend                                                                               | Sjesjonq IV                              | 831 / 830–825 / 824 v.Chr.  | Bestaan onzeker                                         |
| Oesermaätre-setepenamon                                                                | Rudjamun of Rudjamon                     | 759–754 v.Chr.              | Zoon van Osorkon III                                    |
| Oesermaätre                                                                            | Ioepet of Ioepoet II                     | 753–730 v.Chr.              | Afkomst onbekend                                        |
| 24e dynastie                                                                           |                                          |                             |                                                         |
| Sjepsesre                                                                              | Tafnacht of Tefnacht                     | 727–720 v. Chr.             | Vorst van Saïs en later farao                           |
| Oeahkare                                                                               | Bakenrenef of Bokchoris                  | 720–716 v.Chr.              | Zoon van Tefnacht                                       |
| 25e dynastie                                                                           |                                          |                             |                                                         |
| Onbekend                                                                               | Alara                                    | 780–760 v.Chr.              | Vader van Kasjta                                        |
| Maäre                                                                                  | Kasjta                                   | 760–746 v.Chr.              | Veroverde Egypte tot aan Aswan                          |
| Oesermaätre of Mencheperre                                                             | Pianchi of Piye                          | 746–716 v.Chr.              | Zoon van Kasjta; Onderwierp koningen van de delta.      |
| Neferkare                                                                              | Sjabaka                                  | 716–707/706 v. Chr.         | Broer van Piye, zoon van Kasjta                         |
| Djedkaoere                                                                             | Sjebitka                                 | 707/706–691 v.Chr.          | Neef van Sjabaka.                                       |
| Choeinefertemre                                                                        | Taharqa                                  | 691–664 v.Chr.              | Zoon van Piye                                           |
| Bakare                                                                                 | Tanoetiamon of Tantamani                 | 664–657 v.Chr.              | Zoon van Sjebitku                                       |
| Hogepriesters van Amon, tijdens de 22e t/m 26e dynastie.                               |                                          |                             |                                                         |
| Onbekend                                                                               | Ioepoet                                  | 944–924 v.Chr.              | Zoon van Sjosjenq I                                     |
| Onbekend                                                                               | Sjosjenq II                              | 924–894 v.Chr.              | Broer van Ioepoet                                       |
| Onbekend                                                                               | Ioelot of Iuwelot                        | 894–884 v.Chr.              | Zoon van Osorkon I                                      |
| Onbekend                                                                               | Smendes III of Nesibanebdjedet III       | 884 – 874 v.Chr.            | Zoon van Osorkon I                                      |
| Onbekend                                                                               | Harsiese I                               | 874–860 v.Chr.              | Zoon van Sjosjenq II                                    |
| Onbekend                                                                               | ... diu ...                              | 860–855 v.Chr.              | Zoon van Harsiese I                                     |
| Onbekend                                                                               | Nimlot I                                 | 855–840/845 v.Chr.          | Zoon van Osorkon II                                     |
| Onbekend                                                                               | Takelot                                  | 845–840 v.Chr.              | Zoon van Nimlot I, mogelijk Takelot II                  |
| Onbekend                                                                               | Osorkon (prins)                          | 840–785 v.Chr.              | Mogelijk Osorkon III?                                   |
| Onbekend                                                                               | Harsiese II                              | 835–800 v.Chr.              | Misschien een oom van Harsiese I                        |
| Onbekend                                                                               | Takelot                                  | 800–775 v.Chr.              | Zoon van Nimlot II                                      |
| Onduidelijk                                                                            |                                          | 775–765 v.Chr.              |                                                         |
| Onbekend                                                                               | Takelot III                              | 765–754 v.Chr.              | Later farao                                             |
| Tussen 754 en 704 v.Chr. waren er twee onbekende Hogepriesters of het ambt was vacant. |                                          |                             |                                                         |
| Onbekend                                                                               | Horemachet                               | 704–660 v.Chr.              | Zoon van Sjabaka                                        |
| Onbekend                                                                               | Horchebi                                 | 660–644 v.Chr.              | Zoon van Horemachet                                     |
| Tussen 644 en 595 v.Chr. waren er twee onbekende Hogepriesters of het ambt was vacant. |                                          |                             |                                                         |
| Hekatneferoemoet                                                                       | Anchnesneferibre                         | 595–560 v.Chr.              | Dochter van Psammetichus II                             |
| Onbekend                                                                               | Neith-ikret of Nitokris II               | 560–550 v.Chr.              | Dochter van Amasis                                      |
| Godsvrouwen van Amon                                                                   |                                          |                             |                                                         |
| Onbekend                                                                               | Karomama Meritmoet                       | 870–840 v.Chr.              | Dochter van Harsiese I                                  |
| Onbekend                                                                               | Tasjacheper                              | ca. 770 v.Chr.?             | Onbekend                                                |
| Chenemetibamon                                                                         | Sjepenoepet I                            | 754–714 v.Chr.              | Dochter van Osorkon III                                 |
| Chaneferoemoet                                                                         | Amenirdis I                              | 740–700 v.Chr.              | Dochter van Kasjta                                      |
| Henoetneferoemoet Iritre                                                               | Sjepenoepet II                           | 710–650 v.Chr.              | Dochter van Piye                                        |
| Onbekend                                                                               | Amenirdis II                             | 670–640 v.Chr.              | Dochter van Taharqa                                     |
| Nebetneferoemoet                                                                       | Nitokris I Merimoet                      | 656–595 v.Chr.              | Dochter van Psammetichus I                              |
| Hekatneferoemoet                                                                       | Anchnesneferibre                         | 595–525 v.Chr.              | Dochter van Psammetichus II                             |
| Onbekend                                                                               | Nitokris II                              | 525 v.Chr.                  | Dochter van Amasis.                                     |
| Assyrische heerschappij                                                                |                                          |                             |                                                         |
| N.v.t.                                                                                 | Esarhaddon                               | 671-669 v.Chr.              | Veroverde de Nijldelta.                                 |
| N.v.t.                                                                                 | Assurbanipal                             | 669-64 v.Chr.               | Hij verdreef de Koesjieten definitief.                  |

### Late Periode
| Troonnaam                                | Geboortenaam                            | Periode        | Korte opmerking                                                                            |
| 26e dynastie                             | 26e dynastie                            | 26e dynastie   | 26e dynastie                                                                               |
| ---------------------------------------- | --------------------------------------- | -------------- | ------------------------------------------------------------------------------------------ |
| Mencheperre                              | Nekaoe of Necho I                       | 672-664 v.Chr  | Prins van Saïs, later farao.                                                               |
| Oeahibra                                 | Psamtik of Psammetichus I               | 664-610 v.Chr. | Zoon van Nekaoe I                                                                          |
| Oeahemibre                               | Nekaoe of Necho II                      | 610-595 v.Chr. | Zoon van Psamtik I                                                                         |
| Neferibre                                | Psamtik of Psammetichus II              | 595-589 v.Chr. | Zoon van Necho II                                                                          |
| Haaibre                                  | Oeahibre of Apriës                      | 589-570 v.Chr. | Zoon van Psamtik II                                                                        |
| Chnemibre                                | Ahmose-Saneith of Amasis                | 570-526 v.Chr. | Usurper, militair en later farao                                                           |
| Anchenkare                               | Psamtik of Psammetichus III             | 526-525 v.Chr. | Zoon van Ahmose-Saneith                                                                    |
| 27e dynastie (1e Perzische heerschappij) |                                         |                |                                                                                            |
| Mestioere                                | Kambitjet of Cambyses II                | 525-522 v.Chr. | Perzisch veroveraar.                                                                       |
| Seheroeibre                              | Padibastet of Pedubastet III            | Onbekend       | Tegenkoning; chronologische ordening onzeker.                                              |
| Setoetre                                 | Tarioesj of Darius I                    | 521-486 v.Chr. | Zoon van Cambyses II.                                                                      |
| Ahmose of Nebkaenre                      | Psamtik of Psammetichus IV              | 486 v.Chr.     | Tegenkoning; afkomstig uit Diospolis Parva.                                                |
| Onbekend                                 | Chasjiarsja of Xerxes I                 | 486-466 v.Chr. | Zoon van Darius I.                                                                         |
| Onbekend                                 | Artachesjesjes of Artaxerxes I          | 466-424 v.Chr. | Zoon van Xerxes I.                                                                         |
| Onbekend                                 | Iretheroe of Inaros II                  | Onbekend       | Tegenkoning; van Lybische afkomst.                                                         |
| Onbekend                                 | Xerxes II                               | 424-423 v.Chr. | Werd in de slag bij Sogdianos vermoord.                                                    |
| Onbekend                                 | Sogdianus                               | 423 v.Chr.     | Werd door zijn halfbroer Darius II vermoord.                                               |
| Onbekend                                 | Tarioesj of Darius II                   | 423-404 v.Chr. | Onder hem verwerft Egypte met Griekse steun de onafhankelijkheid.                          |
| Onbekend                                 | Artjechasjesesj of Artaxerxes II        | 404-402 v.Chr. | Alleen tot 402 in het zuiden erkent als farao.                                             |
| 28e dynastie                             |                                         |                |                                                                                            |
| Onbekend                                 | Amenirdisoe of Amyrtaeus                | 404-399 v.Chr. | Gerelateerd aan de 26e dynastie, vermoord.                                                 |
| 29e dynastie                             |                                         |                |                                                                                            |
| Baënre-Merynetjeroe                      | Nefaaroed/Nayfaoeroed I of Nepherites I | 399-393 v.Chr. | Vermoordde Amenirdisoe en riep zich uit als farao.                                         |
| Hornebcha                                | Muthis                                  | 393-392 v.Chr. | Zoon van Nefaaroed, genoemd in een demotische kroniek.                                     |
| Chenemmaätre                             | Hagar of Achoris                        | 393-379 v.Chr. | Zoon van Nefaaroed? Voerde een anti-Perzische politiek.                                    |
| Oeserre-Setepenptah                      | Pasjeri(ën)moet of Psammuthis           | 393-392 v.Chr. | Tegenkoning en usurper.                                                                    |
| Onbekend                                 | Nefaaroed of Nepherites II              | 379 v.Chr.     | regeerde slechts vier maanden, afgezet door Nachtnebef.                                    |
| 30e dynastie                             |                                         |                |                                                                                            |
| Cheperkare                               | Nachtnebef of Nectanebo I               | 379-360 v.CHr. | In 373 v.Chr. moet hij zich verweren tegen een Perzische invasie.                          |
| Irimaätre                                | Djedher-Setepeninihor of Teos           | 360-359 v.Chr. | Zoon van Nachtnebef                                                                        |
| Senedjemibre-Setepenamon                 | Nachthor(en)Habyt of Nectanebo II       | 359-341 v.Chr. | Kleinzoon van Nachtnebef, vluchtte naar het zuiden.                                        |
| 31e dynastie (2e Perzische heerschappij) |                                         |                |                                                                                            |
| Onbekend                                 | Artaxerxes II                           | 341-338 v.Chr. | Veroverde Egypte op Nectanebo II. Vergiftigd door legeraanvoerder Bagoas.                  |
| Onbekend                                 | Arses                                   | 338-336 v.Chr. | Door zijn vader Bagoas als grootkoning aangesteld, maar ook vergiftigd.                    |
| Sennen-setepenptah                       | Chababasj                               | 338-336 v.Chr. | Tegenkoning van Lybische afkomst                                                           |
| Onbekend                                 | Tjarioesj of Darius III                 | 336-332 v.Chr. | Zijn satraap Mazakes droeg in 332 v.Chr. Egypte zonder strijd over aan Alexander de Grote. |

### Grieks-Romeinse Periode
| Farao | Troonnaam of Nesoe-biti-naam                                                        | Regeringsperiode | Opmerkingen |
| Argeaden | Argeaden                                                                            | Argeaden | Argeaden |
| --- | ----------------------------------------------------------------------------------- | --- | --- |
| Alexander III de Grote | Meri-Amun-setep-en-Re                                                               | 332–323 v.Chr. | Veroverde tijdens zijn veldtocht Egypte en stichtte Alexandrië.                                                                                               |
| Philippus III Arrhidaeus | Meri-Amun-setep-en-Re                                                               | 323–317 v.Chr. | Halfbroer van Alexander. Stond bekend als zwakzinnig. Door Olympias vermoord.                                                                                 |
| Alexander IV Aigos | Haa-ib-Re-setep-en-Amun                                                             | 317–310 v.Chr. | Zoon van Alexander. Door Kassandros vermoord. |
| Interregnum van 310 tot 306 v.Chr. |                                                                                     | | |
| Ptolemaeën |                                                                                     | | |
| Ptolemaeus I Soter | Meri-Amun-setep-en-Re                                                               | 323–306 v.Chr. (satraap van Egypte) 306–283 v.Chr. (koning)                                                                                                 | Een van de generaals van Alexander de Grote en diadoch. Stichter van de Ptolemaeïsche dynastie. Bouwheer van de Bibliotheek van Alexandrië.                   |
| Magas |                                                                                     | 300–ca. 250 v.Chr. | Onafhankelijke koning van Cyrene. Bracht Cyrene tot culturele bloei.                                                                                          |
| Ptolemaeus II Philadelphus | User-ka-en-Re-meri-Amun                                                             | 285–283 v.Chr. (mederegent) 283–246 v.Chr. (alleenheerser)                                                                                                  | Wist Egypte's positie te behouden in de Eerste en Tweede Syrische Oorlog. Bouwheer van de Pharos van Alexandrië.                                              |
| Demetrios de Schone |                                                                                     | 250–249/248 v.Chr. | Opvolger van Magas. Werd na een affaire met Apame (weduwe van Magas) door de Cyreense bevolking vermoord.                                                     |
| Ptolemaeus III Euergetes | Iua-en-netjerui-senui-sechem-anch-Re-setep-Amun                                     | 248–246 v.Chr. (koning van Cyrene) 246–222 v.Chr. (alleenheerser)                                                                                           | Na de Derde Syrische Oorlog grootste uitbreiding van het Ptolemaeïsche Rijk.                                                                                  |
| Ptolemaeus IV Philopator | Iua-en-netjerui-men-chui-setep-Ptah-user-ka-Re                                      | 222–205 v.Chr. | Zegevierde in de Slag bij Raphia over Antiochos III |
| | Horwennofer                                                                         | 206–200 v.Chr. | Tegenkoning in Opper-Egypte; regeerde in Thebe; door de priesters van Amon erkend.                                                                            |
| Ptolemaeus V Epiphanes | Iua-en-netjerui-meruj-it-setep-Ptah-user-ka-Re                                      | 205–180 v.Chr. | De Ptolemaeïsche bezittingen in Europa, Klein-Azië en Syrië gingen verloren. Door zijn eigen hovelingen vergiftigd.                                           |
| | Anchwennefer                                                                        | 200–186 v.Chr. | Opvolger (mogelijkerwijs zelfs de zoon) van Hor-wennofer. Na zijn nederlaag tegen generaal Komanos gevangengenomen en geëxecuteerd.                           |
| Ptolemaeus VI Philometor | Iua-en-netjerui-perui-setep-en-Ptah-chepri-iri-maat-en-Amun-Re                      | 180–164 v.Chr. 163–145 v.Chr. | Begon met de bouw van het tempelcomplex van Philae. Viel in de slag aan de Oinoparas.                                                                         |
| Antiochus IV Epiphanes |                                                                                     | 168 v.Chr. | Seleucidische koning. Op de dag van Eleusis door de Romeinen tot de aftocht gedwongen.                                                                        |
| Ptolemaeus Eupator |                                                                                     | 152 v.Chr. (mederegent) | Oudste zoon van Ptolemaios VI. Stierf in de zomer van 152 v.Chr.                                                                                              |
| Ptolemaeus VII Neos Philopator |                                                                                     | 145 v.Chr. | Zoon van Ptolemaeus VI. Door zijn oom Ptolemaios VIII vermoord.                                                                                               |
| Ptolemaeus VIII Euergetes II |                                                                                     | 170–164 v.Chr. (mederegent) 164/163 v.Chr. (alleenheerser) 163–145 v.Chr. (koning van Cyrene) 145–131 v.Chr. (alleenheerser) 128–116 v.Chr. (alleenheerser) | Verdreef joden en intellectuelen uit Alexandrië. Voerde een burgeroorlog (132–124 v.Chr.) tegen Cleopatra II. Liet zijn zoon Ptolemaios Memphites vermoorden. |
| Cleopatra II |                                                                                     | 170–164 v.Chr. (mederegentes) 131–128 v.Chr. 116/115 v.Chr.                                                                                                 | Huwde haar beide broers Ptolemaeus VI en Ptolemaeus VIII. Nadat deze laatste haar dochter tot vrouw had genomen, kwam het tot een burgeroorlog.               |
| Harsiese |                                                                                     | 131–130 v.Chr. | Tegenkoning in Thebe. Laatste Oud-Egyptisch persoon, die de farao-titel droeg.                                                                                |
| Ptolemaeus IX Soter II |                                                                                     | 116–107 v.Chr. 106–88 v.Chr. (koning van Cyprus) 88–81 v.Chr.                                                                                               | Door Cleopatra III naar Cyprus verdreven. Voerde oorlog tegen Alexander Iannaios.                                                                             |
| Cleopatra III |                                                                                     | 116–107 v.Chr. (mederegentes) 107–101 v.Chr. | Greep in de Seleucidische familie-oorlog in. Door haar zoon Ptolemaeus X vermoord.                                                                            |
| Ptolemaeus X Alexander |                                                                                     | 110–107 v.Chr. (koning van Cyprus) 107–101 v.Chr. (mederegent) 101–88 v.Chr. (alleenheerser)                                                                | Door Ptolemaios IX verdreven. Kwam bij zijn poging Cyprus te veroveren om.                                                                                    |
| Ptolemaeus Apion |                                                                                     | 100–96 v.Chr. | Koning van Cyrene. Ook als Ptolemaeus IX bekend. Vererft zijn rijk aan de Romeinen.                                                                           |
| Berenice III |                                                                                     | 81–80 v.Chr. | Dochter van Ptolemaeus IX. Door Ptolemaios XI vermoord. |
| Ptolemaeus XI Alexander II |                                                                                     | 80 v.Chr. | Zoon van Ptolemaeus X. Regeerde slecht enkele dagen. Door een opgehitste menigte doodgeslagen.                                                                |
| Ptolemaeus XII Neos Dionysos | Iua-en-pa-netjer-nehem-setep-en-Ptah-iri-maat                                       | 80–58 v.Chr. 55–51 v.Chr. | Buitenechtelijke zoon van Ptolemaeus IX. Door de Romeinse senaat als amicus et socius populi Romani erkend.                                                   |
| Ptolemaios van Cyprus |                                                                                     | 80–58 v.Chr. | Onder hem en zijn broer Ptolemaeus XII kwam het tot een deling van het rijk. Pleegde zelfmoord na de verovering van Cyprus door de Romeinen.                  |
| Berenice IV |                                                                                     | 58–55 v.Chr. | Halfzuster van Cleopatra VII. Onttroonde haar vader Ptolemaios XII. Door deze later vermoord.                                                                 |
| Cleopatra VI |                                                                                     | 58/57 v.Chr. (mederegentes) | Regeerde kort samen met Berenice IV in 58/57 v.Chr. |
| Archelaos |                                                                                     | 56/55 v.Chr. (mederegent) | Gemaal van Berenice IV. Viel in de slag tegen Aulus Gabinius.                                                                                                 |
| Cleopatra VII |                                                                                     | 52/51 v.Chr. (mederegentes) 51–30 v.Chr. | Geliefde van Caesar en Antonius. Pleegde zelfmoord na de inname van Alexandrië door Augustus.                                                                 |
| Ptolemaeus XIII Theos Philopator |                                                                                     | 50–47 v.Chr. (mederegent) | Broer van Cleopatra VII. Verdronk op de vlucht in de Nijl. |
| Arsinoë IV |                                                                                     | 48/47 v.Chr. | Tegenkoningin. Zuster van Cleopatra VII. Door Caesar na de Alexandrijnse Oorlog gevangengenomen.                                                              |
| Ptolemaeus XIV Theos Philopator II |                                                                                     | 48/47 v.Chr. (koning van Cyprus) 47–44 v.Chr. (mederegent)                                                                                                  | Broer van Cleopatra VII. Door deze vermoord. |
| Ptolemaeus XV Caisarion | Iua-pa-netjer-neti-nehem-setep-en-Ptah-iri-maat-Re-sechem-(anch)-Amun               | 44–30 v.Chr. (mederegent) | Zoon van Caesar. Toen hij 3 jaar was tot mederegent van zijn moeder Cleopatra VII benoemd. Op bevel van Gaius Julius Caesar (Octavianus) vermoord.            |
| Romeinse keizers |                                                                                     | | |
| Deze tabel bevat slecht de keizers, die ook in Egypte hiëroglifisch zijn geattesteerd. Voor een volledig overzicht, zie: Lijst van Romeinse keizers. |                                                                                     | | |
| Augustus | 1. Heka-hekau-setep-en-Ptah 2. Autokrator                                           | 27 v.Chr.–14 n.Chr. | Nam in 30 v.Chr. Alexandrië in, maakte van Egypte een provincia.                                                                                              |
| Tiberius |                                                                                     | 14–37 n.Chr. | Liet in 19 n.Chr. de Isis-cultus in Rome vervolgen. |
| Caligula | Autokrator Heka-hekau-meri-Ptah-aset                                                | 37–41 n.Chr. | Overname van de Isis-cultus in de Romeinse staatsreligie; jodenvervolging ca. 38 n.Chr.; terechtstelling van Ptolemaios van Mauretania ca. 40 n.Chr.          |
| Claudius | 1. Autokrator Heka-hekau-meri-aset-Ptah 2. Kaisaros Germanikos 3. Kaisaros Sebastos | 41–54 n.Chr. | Liet met de pronaos van de Chnoem-tempel van Esna de laatste Egyptische tempel-nieuwbouw beginnen.                                                            |
| Nero | 1. Heka-hekau-setep-en-Ptah-meri-aset 2. Kaisaros Germanikos                        | 54–68 n.Chr. | Expeditie ter onderwerping van het rijk van Meroë. |
| Galba |                                                                                     | 68–69 n.Chr. | In de Isistempel van Deir esch-Schelwit in West-Thebe geattesteerd.                                                                                           |
| Otho |                                                                                     | 69 n.Chr. | In de Isistempel van Deir esch-Schelwit in West-Thebe geattesteerd.                                                                                           |
| Vespasianus |                                                                                     | 69–79 n.Chr. | Beval de sluiting van de JHWH-tempel in Tell el-Jahudija. |
| Titus | 1. Titos 2. Autokrator Titos Kaisaros                                               | 79–81 n Chr. | In meerdere Egyptische tempels geattesteerd. |
| Domitianus | Her-sa-aset-meri-netjeru-neb(u)                                                     | 81–96 n.Chr. | Zette zich zeer erg voor de Isis-cultus in. |
| Nerva |                                                                                     | 96–98 n.Chr. | Nerva is in Aswan, Esna en Diospolis parva geattesteerd. |
| Trajanus | 1. Autokrator Kaisaros Nerouas 2. Germanikos Dakikos                                | 98–117 n.Chr. | Opstand van de joden (Kitosoorlog) o.a. in Egypte en Cyrene ca. 115/116; levendige bouwactiviteit in Egypte.                                                  |
| Hadrianus |                                                                                     | 117-138 n.Chr. | Stichting van Antinoöpolis; Villa Hadriana deels in Egyptische stijl.                                                                                         |
| Antoninus Pius | Autokrator Kaisaros Titos Ailios Adrianos                                           | 138–161 n.Chr. | Boerenopstand in Egypte in 152/53 n.Chr. |
| Marcus Aurelius |                                                                                     | 161–180 n.Chr. | Opstand van Avidius Cassius in Egypte en Syrië. |
| Lucius Verus |                                                                                     | 161–169 n.Chr. (mederegent) | Lucius Verus is in Qaw el-Kebir en in Philae geattesteerd. |
| Commodus |                                                                                     | 180–192 n.Chr. | Bij processies trad hij als officiant van de Egyptische cultus op.                                                                                            |
| Pertinax |                                                                                     | 193 n.Chr. | Regeerde 3 maanden; hiëroglifisch in Dachla geattesteerd. |
| Septimius Severus |                                                                                     | 193–211 n.Chr. | Herinrichting van stadsraden in Alexandrië en andere Egyptische steden.                                                                                       |
| Caracalla |                                                                                     | 211–217 n.Chr. | Liet voor de eerste maal het beeld van Serapis op munten slaan; een opstand in Alexandrië werd bloedig neergeslagen.                                          |
| Geta |                                                                                     | 211 n.Chr. | Broer van Caracalla, op diens bevel vermoord. |
| Macrinus |                                                                                     | 217–218 n.Chr. | Op de vlucht voor Elagabalus vermoord. |
| Diadumenianus |                                                                                     | 218 n.Chr. (mederegent) | Zoon van Macrinus; op de vlucht voor Elagabalus in Zeugma vermoord.                                                                                           |
| Severus Alexander |                                                                                     | 222–235 n.Chr. | Laatste keizer van de Severische dynastie. In de pronaos van Esna geattesteerd.                                                                               |
| Philippus Arabs |                                                                                     | 244–249 n.Chr. | Werd in de strijd tegen Decius gedood. |
| Decius |                                                                                     | 249–251 n.Chr. | In de Khnumtempel van Esna geattesteerd. |
| Valerianus I |                                                                                     | 253–260 n.Chr. | Slechts op één stele geattesteerd. |
| Aurelianus |                                                                                     | 270–275 n.Chr. | Slechts op één stele voor een Buchisstier geattesteerd. |
| Probus |                                                                                     | 276–282 n.Chr. | Sloeg de in Egypte invallende Blemmyes terug. |
| Diocletianus |                                                                                     | 284–305 n.Chr. | Liet de Christenen vervolgen. |
| Maximianus |                                                                                     | 285–310 n.Chr. | Slechts op één stele geattesteerd. |
| Galerius |                                                                                     | 293–311 n.Chr. | Neerslaan van de opstanden in Busiris en Koptos (294 n.Chr.); Tegenkeizers: Domitius Domitianus en Aurelius Achilleus (297 n.Chr.)                            |
| Maximinus Daia |                                                                                     | 305–313 n.Chr. | Laatste hiëroglifisch geattesteerde keizer. |